# Lőcsei Béla
Lőcsei Béla (Miskolc, 1920. november 23. – Budapest, 1981. október 14.) magyar vegyészmérnök, egyetemi tanár; a kémiai tudományok kandidátusa (1958).

## Életpályája
1943-ban vegyészmérnökként végzett a budapesti műegyetemen. 1943-ban a SHELL Kőolajfinomító Rt. laboratóriumában helyezkedett el. 1944-ben az Ipari Anyaghivatalban dolgozott. 1945-ben a Borsodi Növényolajgyárba került. 1949-ben a Mész-, Cement-, Üvegipari Központban tevékenykedett. 1949-ben nevezték ki alosztályvezetőnek a Nehézvegyipari Kutató Intézetbe (NEVIKI). 1953-ban főosztályvezető lett a Szilikátipari Központi Kutató és Tervező Intézetben. 1956-tól tartott előadásokat a Veszprémi Vegyipari Egyetem (VVE) szilikátkémiai tanszékén, 1966-ban itt címzetes egyetemi tanári kinevezését kapott. 1975–1981 között az Üvegipari Művek Kutató Intézetének igazgatója volt.

### Munkássága
Tudományos munkásságot az üveg- és szilikátkémia területén fejtett ki, leginkább a mineralizátorok alkalmazásával ért el fontos elméleti és gyakorlati eredményeket. Közel 200 dolgozata jelent meg, és több mint 50 szabadalmát fogadták el.
Sírja a Farkasréti temetőben van (26/1-9-29).

## Művei
- A kristályos műkő előállításának szilikátkémiai alapjai (Budapest, 1958)
- Adatok a mullitképződés kinetikájához fluoridos rendszerekben (Budapest, 1963)
- Üveggyártás (technikumi tankönyv, Budapest, 1964)
- Samottgyártás műszaki fejlesztési lehetősége (Budapest, 1966)
- Vegyipari korrózióálló szerkezeti anyagként alkalmazható üvegek és vitrokerámiák (Budapest, 1966)
- Olvasztott szilikátok és tulajdonságaik (Budapest, 1967)

## Díjai
- Kiváló Feltaláló Aranyérem (1970)